# Średnia Krokiew
Lo Średnia Krokiew è un trampolino situato a Zakopane, in Polonia.

## Storia
Inaugurato nel 1950, l'impianto ha ospitato le gare di salto con gli sci e di combinata nordica dei Campionati mondiali juniores di sci nordico del 2008, oltre a numerose tappe della Coppa del Mondo di combinata nordica e della Coppa del Mondo di salto con gli sci.

## Caratteristiche
L'impianto si articola in tre trampolini. Il principale ha un punto K 85 (trampolino normale HS94); i primati ufficiali di distanza maschile e femminile sono entrambi di 94 m, stabiliti rispettivamente dal polacco Łukasz Rutkowski nel 2008 e dall'austriaca Daniela Iraschko nel 2010, anche se è maggiore quello estivo appartenente al polacco Tomasz Byrt, che nel 2009 saltò 94,5 m. I salti minori sono un trampolino medio K65 (HS72), detto Mała Krokiew, e un trampolino piccolo K35 (HS38), detto Maleńka Krokiew.